# پیتر منداویل
پیتر منداویل (انگلیسی: Peter Mandaville؛ زادهٔ ۱۹ نوامبر ۱۹۷۱) یک استاد دانشگاه و مقام سابق دولت آمریکا بود. او از ۲۰۱۵–۱۶ مشاور ارشد در دفتر دین و امور جهانی وزیر امور خارجه در وزارت امور خارجه ایالات متحده آمریکا بود.